# ميناء رحمالو
ميناء رحمالو أو ميناء رحمانلو هو ميناء وقرية يقعان في منطقة قضاء عجب شير على الساحل الشرقي لـبحيرة أرومية بإيران، وأنشئ في الجزء الشمالي من ميناء رحمالو رصيف بحري لرسو سفن الشحن والعبارات لنقل المسافرين كما أنشئ في الجزء الجنوبي من الميناء مكاناً للاستفادة من مياه ووحل البحيرة نظراً لخواصها الطبية، وبالإضافة إلى هذا الميناء هناك عدة موانئ أخرى هي دانالو، وقبادلو، وزينت لو، تقع على الساحل الشرقي لبحيرة أرومية وتبعد حوالي 25 كم عن مدينة عجب شير.